# Радослава Воргић
Радослава Воргић (удато: Воргић Журжован, Нови Сад, 12. август 1985) српска је оперска певачица и музичка педагошкиња.

## Биографија

### Образовање
Радослава Воргић је рођена Новом Саду. У њему је завршила Музичку школу „Исидор Бајић”, затим дипломирала соло певање у класи оперске певачице Милице Стојадиновић и општу музичку педагогију на Академији уметности. На Високој школи за музику Универзитета „Јохан Гутенберг” у Мајнцу стекла је звање мастера у класи Клаудије Едер, а докторирала на матичној новосадској Академији уметности. Додатно се усавршавала у Немачкој, Ирској, Аустрији, Уједињеном Краљевству, Србији и Италији, похађајући курсеве и мајсторске радионице код истакнутих певача и педагога. Стипендисткиња је више домаћих и страних институција.

### Каријера
Професионални ангажман Радославе Воргић, који је званично почео 2010. године, обухвата солистичке концерте и наступе у пратњи различитих оркестара, од којих је један од најзначајнијих лондонски ансамбл „New Trinity Baroque”, који предводи чембалиста Предраг Госта. Специјално за њен глас писане су композиције, а за архив Радио-телевизије Војводине начињени су трајни снимци вокала. Осим војвођанског јавног сервиса, компакт-дискове са гласом српске оперске диве објавили су и Институт за музику и медије Универзитета „Роберт Шуман” у Диселдорфу и америчка дискографска кућа „Edition Lilac”.
Дипломски солистички концерт Воргић је одржала у Галерији Матице српске у Новом Саду 2010. У Државној опери у Мајнцу дебитовала је 2011. улогом Лусије у опери „Насиље над Лукрецијом” Бенџамина Бритна, као чланица специјалног програма „Млади ансамбл”. Од 2015. је стална гостујућа певачица Државне опере у Висбадену, у којој је дебитовала играјући Марију Белаканту у дечјој опери „Вештица Хилари иде у оперу” Петера Лунда. Прву улогу у Народном позоришту у Београду остварила је 2019. као Фортуна у Монтевередијевом „Крунисању Попеје”. Заједно са колегиницом Мајом Гргић је коауторка либрета дечје опере „Три карте за оперу”, која је извођена у Позоришту младих у Новом Саду.
Године 2022. у Матици српској је премијерно извела две соло песме Доротее Вејновић и Љубомира Николића, новосадских аутора који су их написали засновавши их на тексту историјске драме „Хенри V” Виљема Шекспира. Воргић су пратили британски и српски пијанисти: Џулијус Дрејк и Стефан Ракић. Концерт је, под покровитељством Фондације „Лаза Костић” – а поводом тридесет лета постојања Фондације, у години у којој је Нови Сад носио титулу „Европска престоница културе” – уживо приказан у „Шекспировом институту” у Стратфорду на Ејвону.
Увршћена је у „Енциклопедију националне дијаспоре”, коју уређује Иван Калаузовић Иванус.
Чланица је Удружења музичких уметника Србије и Нове београдске опере.
Стручна је сарадница Академије уметности у Новом Саду.
Говори немачки, енглески и италијански језик.
Удата је и има ћерку. Живи и ради на релацији Србија – Немачка.

## Оперске улоге (избор)
- Насиље над Лукрецијом – Бенџамин Бритн – Лусија (Државна опера у Мајнцу, Немачка, 2011)
- Прво убиство или Каин – Алесандро Скарлати – Авељ (Државна опера у Мајнцу, Немачка, 2012)
- Косколето – Жак Офенбах – Косколето (Међународни фестивал „Жак Офенбах”, Бад Емс, Немачка, 2012)
- Риналдо – Георг Фридрих Хендл – Армида (Државна опера у Мајнцу, Немачка, 2013–2014)
- Орландо – Георг Фридрих Хендл – Анђелика (Опера и театар „Мадленијанум” у Београду, Новосадска синагога, Народно позориште „Тоша Јовановић” у Зрењанину, Народно позориште у Пироту, Србија, 2015)
- Вештица Хилари иде у оперу – Петер Лунд – Марија Белаканта (Државна опера у Висбадену, Немачка, 2015)
- Јудита – Алесандро Скарлати – Јудита (Државна опера у Висбадену, Немачка, 2016)
- Пимпиноне – Георг Филип Телеман – Веспета (Стразбур, Андло, Француска, 2017)
- Митридате, краљ Понта – Волфганг Амадеус Моцарт – Аспазија (Државна опера „Biel” Золотурн, Швајцарска, 2018)
- Севиљски берберин – Ђоакино Росини – Розина (Gut Immling festival Bad Endorf, Немачка, 2024)

## Композиције писане за глас Р. В. (избор)
- Успавана лепотица – Немања Совтић (2009)
- Сећања Армиде – Јулија Бал (2017)
- Alleluia – O virga mediatrix – Рафаел Лангилат (2017)
- Пропис 45 – Светозар Нешић (2018)
- Иконе сијају – Доротеа Вејновић (2019)
- Bee or not to be – Љубомир Николић (2020)
- Полифонија – Светозар Саша Ковачевић (2020)
- Siette consequenze – Светозар Нешић (2021)
- (У-из)дах, наглас – Ђорђе Марковић (2021)
- Птица ругалица – Станислава Гајић (2023)
- Ишчекивање – Ивана Говорчин (2023)
- С јесени – Тамара Кнежевић (2023)
- Твоје су се очи – Фарук Мехић (2023)
- Нешто треће – Димитрије Бељански (2023)
- Када дођеш да ме спасеш – Јована Јањић (2023)
- Птица ругалица – Ивана Говорчин (2024)

## Дискографија
| Година | Назив | Издавач                                                              |
| ------ | --- | -------------------------------------------------------------------- |
| 2010   | Дипломски солистички концерт у Галерији Матице српске у Новом Саду (трајни аудио-снимак, уживо)                                                        | Радио-телевизија Војводине                                           |
| 2014   | Годишњи концерт Удружења композитора Војводине у Новосадској синагоги (трајни аудио и видео снимак, уживо)                                             | Радио-телевизија Војводине                                           |
| 2016   | Солистички концерт „Многа лица Моцарта” у Градској кући у Новом Саду (трајни аудио-снимак, уживо)                                                      | Радио-телевизија Војводине                                           |
| 2017   | Концерт „Roots to the Future 1: Miserere – Lord Have Mercy” на 67. Фестивалу младих уметника у Бајројту ( ) (компакт-диск)                             | Институт за музику и медије Универзитета „Роберт Шуман” у Диселдорфу |
| 2018   | Солистички концерт „Њихове песме __________ снови” у Градској кући у Новом Саду (трајни аудио-снимак, уживо)                                           | Радио-телевизија Војводине                                           |
| 2018   | Концерт Војвођанског симфонијског оркестра „Корзо” на манифестацији „Калеидоскоп културе” у Новом Саду (трајни аудио и видео снимак, уживо)            | Радио-телевизија Војводине                                           |
| 2018   | Ансамбл „New Trinity Baroque” – пасија „Membra Jesu nostri” Дитриха Букстехудеа (компакт-диск)                                                         | Edition Lilac                                                        |
| 2019   | Концерт ансамбла „Kaliomene” – грегоријански корали „Viridissima” на фестивалу „Нео” у Цркви имена Маријиног у Новом Саду (трајни аудио-снимак, уживо) | Радио-телевизија Војводине                                           |
| 2019   | Концерт ансамбла „New Trinity Baroque” – „Вече барокних оперских арија” на фестивалу „Operaria” у Новосадској синагоги (трајни аудио-снимак, уживо)    | Радио-телевизија Војводине                                           |

## Награде и признања (избор)
- Прво место у четвртој категорији на XII Међународном такмичењу соло певача „Никола Цвејић” (Рума, Србија, 2009)
- Прво место за младог, перспективног уметника на међународном такмичењу (Нојштат, Немачка, 2010)
- Друго место и награда публике на међународном такмичењу (Нојштат, Немачка, 2011)
- Награда за рану музику са барокним ансаблом и освојено треће место (Сарбрикен, Немачка, 2014)
- Специјална награда за извођење композиције „Сећања Армиде” Геогрга Фридриха Хендла на међународном музичком такмичењу „Ibla Grand Prize” (Рагуза, Италија, 2017)
- Специјална повеља „Витез” Фондације „Лаза Костић” (Нови Сад, 2018)
- Стипендија за похађање мајсторске радионице код професора Фридмана Релига у Камерној опери Палате „Рајнсберг” (Рајнсберг, Немачка, 2018)
- Диплома за прво место на међународном онлајн-такмичењу „The Song” (2021)
- Диплома за прво место на међународном уметничком онлајн-такмичењу „World Art Games” (2022)
- Прво место на међународном музичком онлајн-такмичењу „Constellation: Power of Music” (2022)
- Прва награда на међународном музичком онлајн-такмичењу „London Classical Music Competition” (2022)